# Мультиварка
Мультива́рка — багатофункціональний побутовий кухонний електроприлад з програмним управлінням, призначений для приготування широкого спектра страв в автоматичному режимі.
Електрична мультиварка — прямий нащадок електричної рисоварки. Вважається, що ці прилади прийшли до нас з Азії, де рис — один з найпопулярніших харчових продуктів. Мультиварка — це вдосконалена рисоварка. Вона дозволяє варити, смажити, пекти, тушкувати та готувати на пару, підігрівати вже приготовані страви, при цьому не вимагаючи постійного контролю. Мультиварка складається з корпусу з електричним нагрівальним елементом, ємності для приготування (каструлі) з антипригарним покриттям, має вбудований мікропроцесор для керування приготуванням, паровий клапан і систему герметичного закриття кришки. Певні функції мультиварки дублюють: скороварку, пароварку, аерогриль, мікрохвильову піч.

## Історія
Вперше скороварку для термічної обробки цукру винайшов Дені Папен ще в XVII столітті. Саме вона і стала пращуром сучасних пароварок, кашоварок, скороварок і мультиварок.
«Мульти» у слові мультиварка означає множинність, багаторазовість, багатофункціональність, тобто об'єднання в собі декількох компонентів. Це побутова техніка, яка увібрала в себе «обов'язки» скороварки, кашоварки, пароварки та хлібопічки. Тому в мультиварці можливо смажити, випікати, варити на пару, тушкувати.
Мультиварку придумали швидше за все корейці або японці. У рисоварку вставити сенсори та мікропроцесор додумалися в Panasonic, а от комерційний продукт видали корейці, із фірми «Куко».

## Принцип роботи
Мультиварка — каструля з герметичною кришкою і нагрівальним елементом. У неї вбудований процесор, що забезпечує різні можливості приготування за принципом мініпечі. Зверху є клапан для зниження тиску. Ступінь розкриття клапана може регулюватися вручну. Приготування їжі в мультиварці дозволяє обмежити використання жирів, що є сприятливим для здоров'я людини. Пристрій «мультиварка» максимально автоматизований і дозволяє встановлювати:
- час приготування;
- час початку приготування за таймером;
- режим приготування — суп, випічка тощо;
- приготування (одночасно) — двох і більше страв.